# Лапина (растение)
Лапи́на, или крылооре́шник, или птерока́рия (лат. Pterocárya), — род растений семейства Ореховые. Род насчитывает 6 видов, произрастающих в Азии. Единственный вид на территории России — Лапина ясенелистная (Pterocarya fraxinifolia).
Название «лапи́на» заимствовано из груз. ლაფანი (лапа́ни).

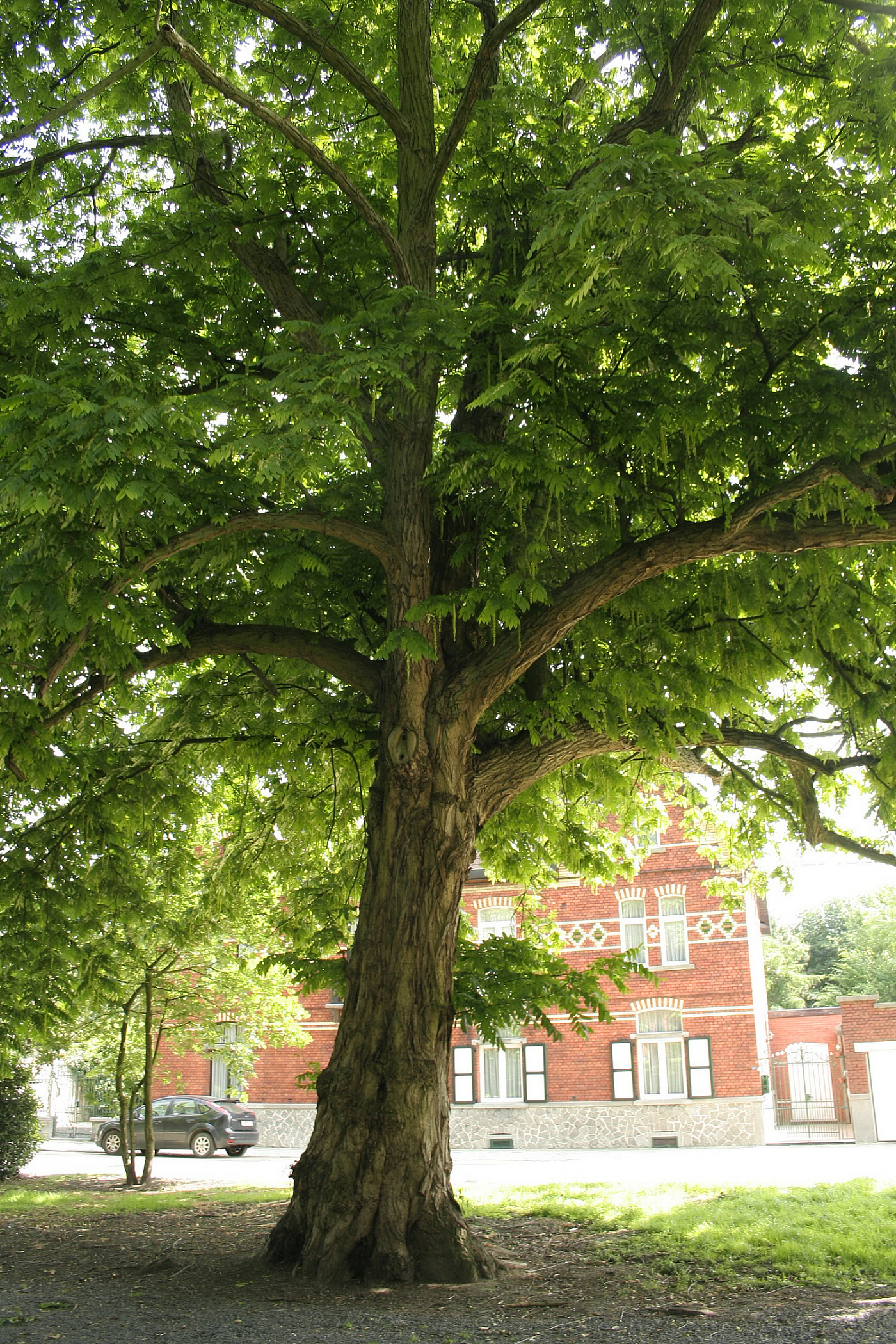
Лапина ясенелистная

## Распространение и экология
Природный ареал лапины: Россия (Краснодарский край и Дагестан), Грузия, Азербайджан, Турция, Иран, Китай, Южная Корея, Япония, Вьетнам и Лаос.
Растёт в условиях умеренно-тёплого и субтропического климата, по горам проникает в тропики. Предпочитает плодородные влажные почвы речных долин и прилегающих к ним горных склонов. Может расти и на заболоченных участках.
Культивируется в пределах своего ареала и в Европе. Наиболее зимостойкой и перспективной для интродукции является лапина узкокрылая, которая встречается в открытом грунте в ботанических садах Санкт-Петербурга и Владивостока, но погибла (вымерзла) в Москве

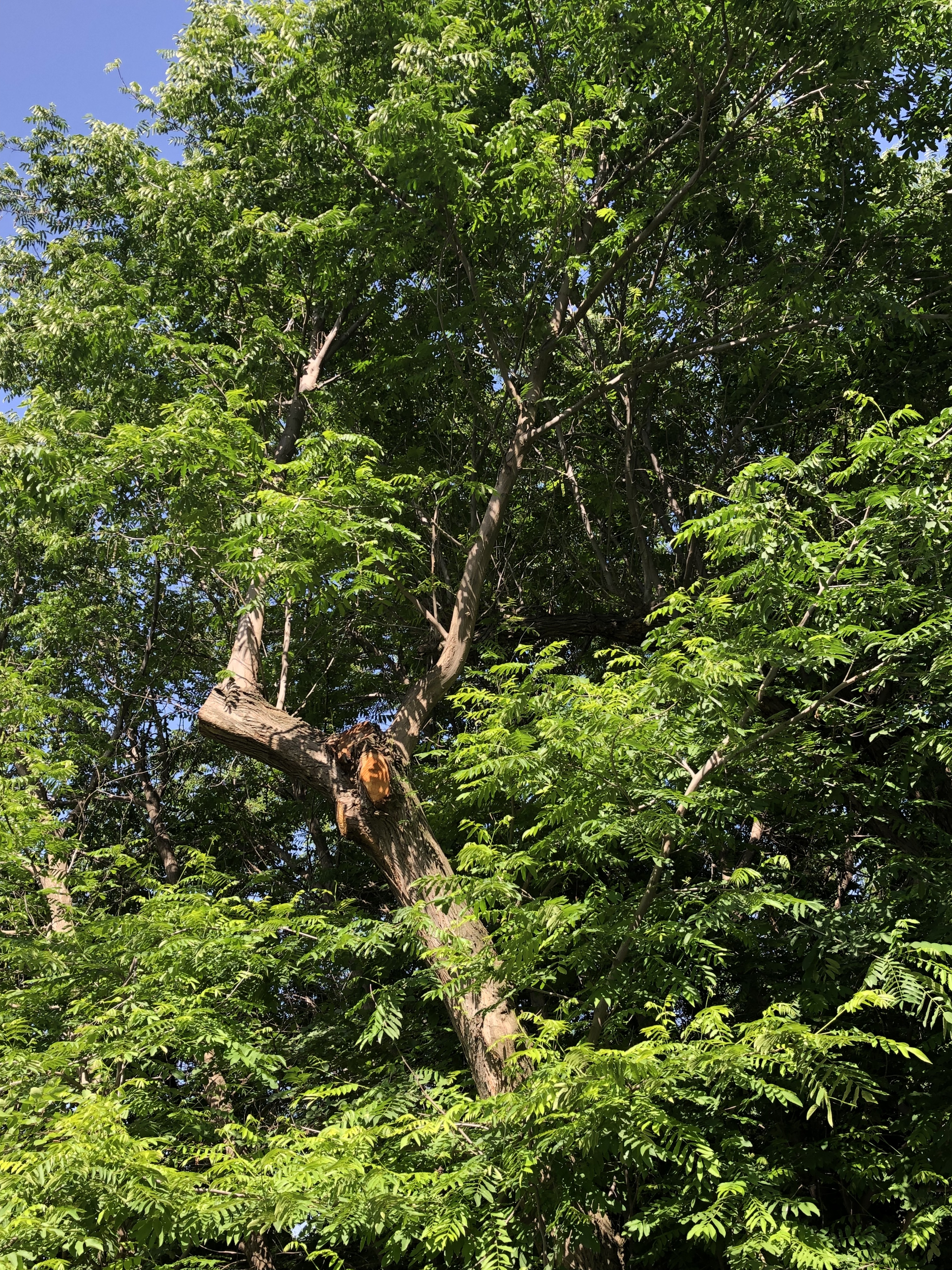

.

## Биологическое описание
Однодомные листопадные деревья высотой до 20—35 м.
Листья сложные с 5—25 продолговатыми листочками.
Цветки собраны в однополые свисающие серёжки.
Плод — орех с не раскрывающимся околоплодником и двумя крылатками.

## Виды
- Pterocarya fraxinifolia — Лапина ясенелистная (Кавказ, Турция, Иран)
- Pterocarya hupehensis (Китай)
- Pterocarya macroptera (Китай)
- Pterocarya rhoifolia — Лапина сумахолистная (Япония, Южная Корея, Китай)
- Pterocarya stenoptera — Лапина узкокрылая (Китай)
- Pterocarya tonkinensis — Лапина тонкинская (Китай, Вьетнам, Лаос)